# Serge Maury
Serge Jean Maury (Bordeaux, 24 luglio 1946) è un ex velista francese.

## Palmarès
- Giochi olimpici

Monaco di Baviera 1972: oro nella classe Finn.
- Finn Gold Cup

Toronto 1971: bronzo nel singolo.
Brest 1973: oro nel singolo.